# Régorafénib
Le régorafénib (nom commercial Stivarga) est un médicament anticancéreux avec une activité inhibitrice de plusieurs kinases dont celles contre les récepteurs à activité tyrosine kinase développé par Bayer Pharma AG. Le médicament est approuvé aux États-Unis depuis le 27 septembre 2012 et dans l'Union Européenne depuis le 27 juin 2013.

Régorafénib

## Mode d'action
La molécule inhibe plusieurs kinases dont le facteur de croissance de l’endothélium vasculaire, le récepteur à activité tyrosine kinase, le PDGFR-β (Platelet-derived growth factor receptor (en)), le récepteur au facteur de croissance des fibroblastes 1, ainsi que plusieurs autres kinases mutés oncogéniques.

## Utilisation
Le régorafénib a démontré une amélioration de la survie globale pour les patients atteints de cancers du côlon métastatiques et dans les tumeurs stromales gastrointestinales résistantes à d'autres inhibiteurs de la tyrosine kinase, dans les carcinomes hépato-cellulaires résistant au sorafénib.

## Effets secondaires
Les effets secondaires les plus fréquents sont des réactions cutanées (érythrodysesthésie palmo-plantaire ou syndrome pied-main), la fatigue, l'hypertension artérielle, la diarrhée, l'asthénie, la dysphonie (raucité de la voix), la perte d'appétit. Quelques décès ont été rapportés à la suite d'une toxicité hépatique aiguë survenue dès le début du traitement, c'est pourquoi il est recommandé de suivre les paramètres hépatiques pendant les premières semaines du traitement.

## Divers
Le prix de la cure est estimé à près de 20 000 dollars en 2012-2013.